# Izmény, Tolna
Izmény  este un sat în districtul Bonyhád, județul Tolna, Ungaria, având o populație de 498 de locuitori (2011). 

## Demografie
Componența etnică a satului Izmény
     Maghiari (95,8%)
     Romi (2,4%)
     Germani (1,8%)
Componența confesională a satului Izmény
     Romano-catolici (75,7%)
     Fără religie (7,43%)
     Reformați (5,22%)
     Luterani (3,82%)
     Necunoscută (7,83%)
Conform recensământului din 2011, satul Izmény avea 498 de locuitori. Din punct de vedere etnic, majoritatea locuitorilor (95,8%) erau maghiari, existând și minorități de romi (2,4%) și germani (1,8%).  Din punct de vedere confesional, majoritatea locuitorilor (75,7%) erau romano-catolici, existând și minorități de persoane fără religie (7,43%), reformați (5,22%) și luterani (3,82%). Pentru 7,83% din locuitori nu este cunoscută apartenența confesională.